# Bessora
Bessora est une écrivaine née à Bruxelles en 1968.

## Biographie
Bessora est la fille d'une mère suisse et du diplomate et homme politique gabonais Marc Saturnin Nan Nguéma ; elle est la nièce de l'écrivain genevois Olivier Beetschen et la petite cousine du peintre Rudolf Mumprecht (de). Elle grandit en Europe, aux États-Unis et en Afrique. Après une carrière dans la finance internationale à Genève, elle reprend des études d'anthropologie et écrit son premier roman.
Après avoir rêvé d'être hôtesse de l’air, elle étudie à l'école des Hautes études commerciales à Lausanne (Suisse), puis à l'Université Paris-Dauphine à Paris.
Elle obtient le prix Fénéon en 2001 pour son roman Les Taches d'encre et le Grand prix littéraire d'Afrique noire en 2007 pour son roman Cueillez-moi, jolis Messieurs…. Alpha est récompensé par le PEN Promotes Award en 2016. En 2022, elle reçoit le prix d'honneur du Festival international du livre gabonais et des arts (Filiga).

## Œuvres
Romans
- 53 cm, Paris, Le Serpent à plumes, coll. « Fiction française », 25 août 1999, 197 p., 21 cm (ISBN 2-84261-143-8, BNF 37102234)
- Les Taches d'encre, Paris, Le Serpent à plumes, coll. « Fiction française », 24 août 2000, 282 p., 21 cm (ISBN 2-84261-215-9, BNF 37117992) — Prix Fénéon 2001
- Deux bébés et l'addition, Paris, Le Serpent à plumes, coll. « Fiction française », 23 août 2002, 275 p., 21 cm (ISBN 2-84261-379-1, BNF 38857760)
- Courant d'air aux Galeries, Paris, éd. Eden, coll. « Eden fictions », 18 août 2003, 60 p., 19 cm (ISBN 2-913245-74-9, BNF 39070439)
- Petroleum : roman, Paris, Denoël, 20 août 2004, 333 p., 21 cm (ISBN 2-207-25616-2, BNF 39205783)
- Cueillez-moi jolis messieurs..., Paris, éd. Gallimard, coll. « Continents noirs », 4 janvier 2007, 292 p., 21 cm (ISBN 978-2-07-078296-3, BNF 40957156)
- Et si Dieu me demande, dites-Lui que je dors, Paris, éd. Gallimard, coll. « Continents noirs », 3 janvier 2008, 342 p., 21 cm (ISBN 978-2-07-011959-2, BNF 41188762)
- Cyr@no, Paris, éd. Belfond, septembre 2011, 235 p., 23 cm (ISBN 978-2-7144-4999-3, BNF 42460206) — A fait partie de la sélection du prix France Télévisions 2011[10]
- Alpha : Abidjan-gare du Nord, Paris, éd. Gallimard, septembre 2014, 128 p., 26 cm (ISBN 978-2-07-065641-7, BNF 43492412)
- Le Testament de Nicolas : roman, Paris, éd. La Margouline, septembre 2016, 192 p., 18 cm (ISBN 978-2-9539330-5-5, BNF 45081660)
- Zoonomia : roman, Paris, Le Serpent à Plumes, février 2018, 432 p., 23 cm (ISBN 979-10-97390-95-2, BNF 45436379)
- Citizen Narcisse : roman, Paris, Le Serpent à Plumes, octobre 2018, 425 p., 23 cm (ISBN 979-10-97390-91-4, BNF 45602166)
- Les Orphelins : roman, Paris, J-C Lattès, mars 2021, 348 p., 21 cm  (ISBN 978-2-7096-6833-0) (notice BnF no FRBNF45602166)
- Vous, les ancêtres, Paris, J-C Lattès, janvier 2023, 336 p., 21 cm

Nouvelles
- « Bionic Woman », dans Ananda Devi (éd.), Les Balançoires, Yaoundé, Éditions Tropiques, 2006
- « Les Compagnies Low-Cost », dans Nouvelles Mythologies, Paris, Seuil, 2007
- « Le Cru et le Cuit », dans Dernières nouvelles du colonialisme, Éditions Vent d'ailleurs, 2006 — Le titre de cette nouvelle reprend celui de l'ouvrage Le Cru et le Cuit de Claude Lévi-Strauss
- « Voyage under narcosis », dans Best European Fiction 2016, Houston, London, Dublin, Dalkey Archive Press, 2015

## Récompenses et distinctions
- Prix suisse de littérature, 2024[11]
- Chevalier de l'Ordre des Arts et des Lettres, promotion hiver 2022 [12]

- Finaliste Prix France Télévisions en 2011 pour Cyr@no[13]
- Grand Prix Littéraire d'Afrique noire en 2007 pour Cueillez-moi jolis messieurs...[14]